# Ходыревы
Ходыревы — древний дворянский род.
Официально род в Общий гербовник дворянских родов не включён.

## История рода
В историческом труде историка Г.Ф Миллера: Известия о дворянах российских записано — «Ходыревы. выехали из Орды. Название получили от выехавшего, который назывался Ходырь-Хозя. Родословная роспись их под № 466», о выезде Ходырь-Хозя упоминает и Воскресенская летопись.
Воскресенская летопись, исторический труд: «Известия о дворянах российских», а также гербовник графа Александра Бобринского упоминают о выезде из Золотой орды к великому князю Василию I Дмитриевичу (1393) трёх братьев: постельничего Тохтамыша Бахты-Хозя (родоначальник Тевяшевых), Ходырь-Хозя (родоначальник Фустовых) и Мамат-Хозя (родоначальник Лихаревых), которых крестил сам митрополит Киприан на реке Москве и присутствовали на крещении сам великий князь с многими боярами и весь народ града Москва.
Ходырев Василий — сын боярский, в связи с угрозой вторжения крымского хана Казы-Гирея Боры был послан с командой даточных людей в засечные приказчики к Одоевской засеке (протяженность 33 км и тремя воротами: Новосильские, на Чёрной Грязи и Удеревские) с задачей подновление засечных укреплений на данном направлении.(1598).
При подаче документов (18 марта 1686) для внесения рода в Бархатную книгу, была предоставлена родословная роспись Ходыревых, царская грамота Ивану Силичу Ходыреву на село Борисоглебское с деревнями и пустошами в Конинском стане Алексинского уезда (1612), которые были пожалованы ему в вотчину царём Михаилом Фёдоровичем (1615), вотчинная жалованная грамота Патрикею Алексеевичу Ходыреву с тёткой Маврой на дмитриевскую вотчину деревню Желудевское в Алексинском уезде (1625) и две грамоты: воеводы в Мценске Богдана Дмитриевича Ходырева (1629) и наказная память Патрикею Аксентьевичу Ходыреву о сопровождении государевой казны из Москвы до Донца и Тора (1645).

## Ходыревы-Шумаровские
Ходыревы (Ходыревы-Шумаровские) — нетитулованный русский дворянский род.
Своё начало Ходыревы ведут от князей Шумаровских. В начале первой половины XV века Глеб, сын Ивана Михайловича, князя Моложского, получил в удел село Шуморово на берегу реки Шуморы, ставшее центром Шумаровского княжества. Его внук Иван по прозвищу Ходыря (Ходырь) (XIX колено от Рюрика), сын Семёна Хромого, стал родоначальником Ходыревых. Ходыревы вскоре утратили княжеский титул, служили московским князьям.
Примечание: в родословной росписи находящейся в Бархатной книге, в разделе: Князья Шуморовские и Шамины, действительно имеется Иван Ходырь, но не показано, что от него пошел какой-либо род. В Бархатной книге же указано, что род Ходыревых идёт от выходца из Орды.

## Известные представители
- Ходыревы: Патрикей Авксентьевич и Авксентий Серого — алексинские городовые дворяне (1627—1629).
- Ходырев Богдан Дмитриевич — московский дворянин (1627—1629).
- Ходырев Матвей Иванович — московский дворянин (1636—1640)
- Ходырев Патрикей Авксентьевич — воевода в Лихвине (1639—1641), сопровождал государеву казну из Москвы до Донца и Тора (1645)[8].
- Парфений (Порфирий) Ходырев — воевода Ленского острога (осень 1633—1634 и с 1635-05.1640), при нём Ленский острог стал административным центром Якутского уезда (1638).
- Ходырев Пётр Родионович — стряпчий (1682).
- Ходыревы: Родион Степанович, Василий Никифорович, Алексей Игнатьевич, Тимофей и Алексей Матвеевичи — московские дворяне (1668—1692).
- Ходыревы: Фёдор и Иван Матвеевичи, Алексей Патрикеевич, Автамон Алексеевич — стольники (1680—1692)[9].